# ياسمين لافيت
حفيظة الخبشي (المعروفة بياسمين أو ياسمين لافيت) (ولدت في 1 أكتوبر 1973) كانت ممثلة أفلام إباحية فرنسية تمارس نشاطها بفرنسا.

## حياة ومهنة
ولدت حفيظة في قرية طهر السوق بإقليم تاونات في المغرب، ثم انتقلت مع عائلتها إلى فرنسا وهي لم تتجاوز 5 أشهر من العمر، حيث ترعرعت في إحدى ضواحي مدينة ليون.
دخلت ياسمين مجال الأفلام الإباحية لأول مرة كممثلة في عام 2004، وامتد مشوارها الفني لمدة خمس سنوات حيث شاركت خلاله في أكثر من عشرين فيلمًا وفازت بالعديد من الجوائز. أعلنت ياسمين في عام 2009 عن اعتزالها العمل كممثلة إباحية.
ياسمين متزوجة من الممثل ومنتج الأفلام الإباحية «أوليفيي لافيت» ولها منه ولدان.

## وصلات خارجية
- ياسمين لافيت على موقع IMDb (الإنجليزية)
- ياسمين لافيت على موقع ألو سيني (الفرنسية)
- ياسمين لافيت على موقع أول موفي (الإنجليزية)
- ياسمين لافيت على موقع قاعدة بيانات الفيلم (الإنجليزية)
- ياسمين لافيت على موقع كينوبويسك (الروسية)